# ダビド・セラヘリア
ダビド・セラヘリア・ルビオ（David Cerrajería Rubio, 1983年8月4日 - ）はスペインの元サッカー選手。ポジションはディフェンダー。登録名は「セラ (Cerra) 」。
バレンシアCFのカンテラ（下部組織）出身。ポジションはDFであるが、主にサイドバックとしてプレー。バレンシア時代は、ミゲルや怪我で長期的に戦列を離れていたアシエル・デル・オルノのバックアッパーとして右、左の両サイドでプレーしていた。

## 所属クラブ
- アリカンテCF 2003-2005
- バレンシアCF・メスタージャ 2005-2006
- バレンシアCF 2006-2008

→ ポリ・エヒド 2007-2008 (loan)
- レバンテUD  2008-2011
- コルドバCF 2011-2013
- FCプラタニアス 2013-2014
- FCチェアラゥル・ピアトラ・ネアムツ 2016